# Mont Daimaru
Le mont Daimaru (大丸山, Daimaru-yama) est une montagne culminant à 271 m d'altitude dans les monts Hidaka en Hokkaidō au Japon. Il fait partie du parc forestier du mont Daimaru (大丸山森林公園) à Hiroo.